# Jalpaiguri
Jalpaiguri (o Paiguri) è una suddivisione dell'India, classificata come municipality, di 100.212 abitanti, capoluogo del distretto di Jalpaiguri, nello stato federato del Bengala Occidentale. In base al numero di abitanti la città rientra nella classe I (da 100.000 persone in su).

## Geografia fisica
La città è situata a 26° 31' 0 N e 88° 43' 60 E e ha un'altitudine di 74 m s.l.m..

## Società

### Evoluzione demografica
Al censimento del 2001 la popolazione di Jalpaiguri assommava a 100.212 persone, delle quali 50.570 maschi e 49.642 femmine. I bambini di età inferiore o uguale ai sei anni assommavano a 8.627, dei quali 4.358 maschi e 4.269 femmine. Infine, coloro che erano in grado di saper almeno leggere e scrivere erano 79.671, dei quali 42.206 maschi e 37.465 femmine.